# Índice Planeta Vivo

O Relatório Planeta Vivo 2022, do Fundo Mundial para a Natureza, constatou que as populações de vida selvagem declinaram, em média, 69% desde 1970.

O Índice Planeta Vivo (IPV), conhecido no inglês como "Living Planet Index", é um indicador do estado da biodiversidade global, baseado em tendências nas populações de vertebrados de espécies de todo o mundo. A Sociedade Zoológica de Londres (ZSL) gerencia o índice em cooperação com o Fundo Mundial para a Natureza (WWF).
O índice é calculado estatisticamente a partir de estudos de periódicos, bancos de dados online e relatórios governamentais, abrangendo 31.821 populações de 5.230 espécies de mamíferos, aves, répteis, anfíbios e peixes.

## Resultados
De acordo com o relatório de 2022, as populações monitoradas de vida selvagem apresentaram um declínio médio de 69% entre 1970 e 2018, sugerindo que os ecossistemas naturais estão se degradando em uma taxa sem precedentes na história humana. A extensão dos declínios varia por região geográfica, com populações de vertebrados monitoradas na América Latina e no Caribe sofrendo declínios médios de 94%. Um dos principais fatores de declínio foi identificado como a mudança no uso da terra e a associada destruição de habitat e degradação, frequentemente ligada à agricultura insustentável, extração de madeira ou outros desenvolvimentos.

### Cálculo
O Banco de Dados Planeta Vivo (BDPV) está disponível online desde 2013 e é mantido pela "ZSL" desde 2016. O BDPV contém mais de 30.000 séries temporais de populações de mais de 5.200 espécies de peixes, anfíbios, répteis, aves e mamíferos. O IPV global é calculado utilizando essas séries temporais populacionais, coletadas de diversas fontes, como periódicos, bancos de dados online e relatórios governamentais.
Um modelo estatístico de suavização aditiva generalizada é usado para determinar a tendência subjacente em cada série temporal populacional. As taxas médias de mudança são calculadas e agregadas ao nível de espécie. As tendências de cada espécie são agregadas para produzir um índice para os sistemas terrestre, marinho e de água doce. Esse processo utiliza um método de média geométrica ponderada, que dá maior peso aos grupos mais ricos em espécies dentro de um reino biogeográfico. Isso é feito para compensar a distribuição espacial e taxonômica desigual dos dados no BDPV. Os três índices dos sistemas são então combinados para produzir o IPV global.

### Críticas
Uma limitação observada é que "todos os declínios no tamanho da população, independentemente de levarem uma população à extinção, são igualmente contabilizados". Em 2005, os autores do WWF identificaram que os dados populacionais poderiam ser potencialmente não representativos. Em 2009, foi constatado que o banco de dados continha excesso de dados sobre aves e lacunas na cobertura populacional de espécies tropicais, embora apresentasse "pouca evidência de viés em direção a espécies ameaçadas". O relatório de 2016 foi criticado por um professor da Universidade Duke por super-representar a Europa Ocidental, onde mais dados estavam disponíveis. Em entrevista à National Geographic, o professor criticou a tentativa de combinar dados de diferentes regiões e ecossistemas em uma única figura, argumentando que tais relatórios são provavelmente motivados pelo desejo de atrair atenção e arrecadar fundos.
Em 2017, uma investigação da equipe da ZSL publicada na PLOS One encontrou declínios maiores do que os estimados anteriormente e indícios de que, em áreas com menos dados disponíveis, as espécies podem estar declinando mais rapidamente.
Em 2020, uma reanálise dos dados de base pela Universidade McGill mostrou que a tendência geral estimada de declínio de 60% desde 1970 foi impulsionada por menos de 3% das populações estudadas; ao remover alguns outliers de declínio extremo, o declínio ainda existe, mas é consideravelmente menos catastrófico, e ao remover mais outliers (aproximadamente 2,4% das populações), a tendência muda para um declínio entre as décadas de 1980 e 2000, mas uma tendência aproximadamente positiva após 2000. Essa sensibilidade extrema a outliers indica que a abordagem atual do Índice Planeta Vivo pode ser falha.
Em 2024, um estudo da Universidade Carolina focado no método de cálculo encontrou que o cálculo do Índice Planeta Vivo é enviesado por várias questões matemáticas, levando a uma superestimação dos declínios populacionais de vertebrados. Quando essas questões matemáticas são corrigidas, a maioria das populações de vertebrados estudadas mostra um equilíbrio entre declínio e crescimento (a única exceção são as populações de anfíbios, que mostram declínio constante).

## Publicação
O índice foi originalmente desenvolvido em 1997 pelo Fundo Mundial para a Natureza (WWF) em colaboração com o Centro Mundial de Monitoramento da Conservação (UNEP-WCMC), o braço de avaliação de biodiversidade e implementação de políticas do Programa das Nações Unidas para o Meio Ambiente. O WWF publicou o índice pela primeira vez em 1998, Desde 2006, a Sociedade Zoológica de Londres (ZSL) gerencia o índice em cooperação com o WWF. e desde 2006 a "Zoological Society of London" (ZSL) gerencia o índice em cooperação com a WWF.
Os resultados são apresentados bienalmente no "Relatório Planeta Vivo" do WWF e em publicações como a Avaliação Ecossistêmica do Milênio e o Panorama Global da Biodiversidade da ONU. Relatórios nacionais e regionais estão sendo produzidos para focar em questões relevantes em menor escala. A edição mais recente do Relatório Planeta Vivo foi lançada em outubro de 2022.

## Cobertura
O índice é frequentemente mal interpretado pela mídia, com sugestões incorretas de que ele mostra que perdemos 69% de todos os animais ou espécies desde 1970. Essa má interpretação generalizada levou à publicação de vários artigos que detalham o que o IPV mostra e não mostra, e como interpretar corretamente a tendência.

## Convenção sobre Diversidade Biológica
Em abril de 2002, e novamente em 2006, na Convenção sobre Diversidade Biológica (CDB), 188 nações se comprometeram a tomar ações para: "… alcançar, até 2010, uma redução significativa da taxa atual de perda de biodiversidade nos níveis global, regional e nacional…".
O IPV desempenhou um papel central na medição do progresso em direção à meta de 2010 da CDB. Também foi adotado pela CDB como um indicador de progresso em direção às metas de 2011-2020 do Protocolo de Nagoia, alvos 5, 6 e 12.
Informando o plano estratégico da CDB para 2020, a Unidade de Indicadores e Avaliações da ZSL está focada em garantir que os métodos mais rigorosos e robustos sejam implementados para a medição de tendências populacionais, expandindo a cobertura do IPV para representar mais amplamente a biodiversidade e desagregando o índice de maneiras significativas (como avaliar mudanças em espécies exploradas ou espécies invasoras).